# Shuten-dōji

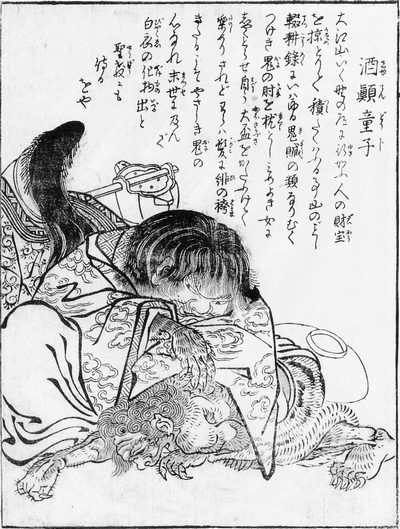
Toriyama Sekien "Shuten-dōji (酒顚童子) de Konjaku Gazu Zoku Hyakki

Shuten-dōji (酒呑童子, a veces llamado 酒顛童子, 酒天童子 o también 朱点童子) es un líder oni mítico (o también un líder demonio) en Japón, el cual acorde a la leyenda fue asesinado por el héroe Minamoto Raikō. A pesar de ser decapitado, la cabeza del demonio consiguió morder al héroe y evitó su muerte llevando él mismo múltiples cascos apilados sobre su cabeza.
Shuten-dōji tenía su guarida en el Monte Ōe (大江山), al noroeste de la ciudad de Kioto, aunque también en el Monte Ibuki dependiendo de la versión. También se ha teorizado que la montaña original era el nombrado Monte Ōe (大江山) situado en el sur de la ciudad de Kyoto.

## Textos
El texto más antiguo de la leyenda se encuentra registrado en Oeyama Ekotoba (大江山絵詞) del siglo XIV. "(Cuento del Monte Ōe en imágenes y palabras)", un rollo de imágenes que se encuentra en el Museo de Arte Itsuo. Fue más tarde incorporado en el cuerpo de Otogi-zoshi (Cuentos complementarios), y se leyó ampliamente en las versiones impresas en madera que se llamaron Otogi Bunko (una compañía de la Biblioteca), especialmente en las ediciones de Shibukawa Seiemon (cap. 1720). Además hay un conjunto de textos los cuales localizan la fortaleza de Shuten Doji en el Monte Ibuki. Los textos del grupo del Monte Ibuki revelaron al villano honji (identidad del avatar)  como el “Rey demonio del Sexto cielo" (Dairokuten maō (ja)). Mientras que los textos del grupo del Monte Ōe no lo identifican de esta manera a excepción de Oeyama Ekotoba que es el más antiguo.

## Localización
Existen dos montañas diferentes llamadas Monte Ōe en la provincia de Tanba. La localización es bastante clara en el texto Otogi Zoshi del último periodo al que se refiere Ōeyama (ja) (大江山) al noroeste de la capital de Kyoto, ya que específicamente menciona a Senjōdake, que es parte de esta cadena montañosa.
Pero la reciente beca asigna a la montaña original, el Monte Ōe (大枝山) más al sur (en el extremo sur de la ciudad de Kyoto y que además se extiende hasta Kameoka, Kyoto) Este otro Monte Ōe tiene una pendiente llamada Oi-no-Saka (老ノ坂, “Pendiente del envejecimiento").
De hecho, existen algunas versiones comparativas que sitúan la guarida del demonio en el monte del sur (Monte Ōe), o representan el Senjōdake como el principal y Oi-no-Saka como la fortaleza secundaria para los demonios, según el escolar folclórico y religioso Takeda Chōshū (ja).

## Sumario (Versión más antigua)
El texto más antiguo (Ōeyama Ekotoba or Ōeyama Emaki) Versión de la leyenda se puede resumir de la siguiente manera:

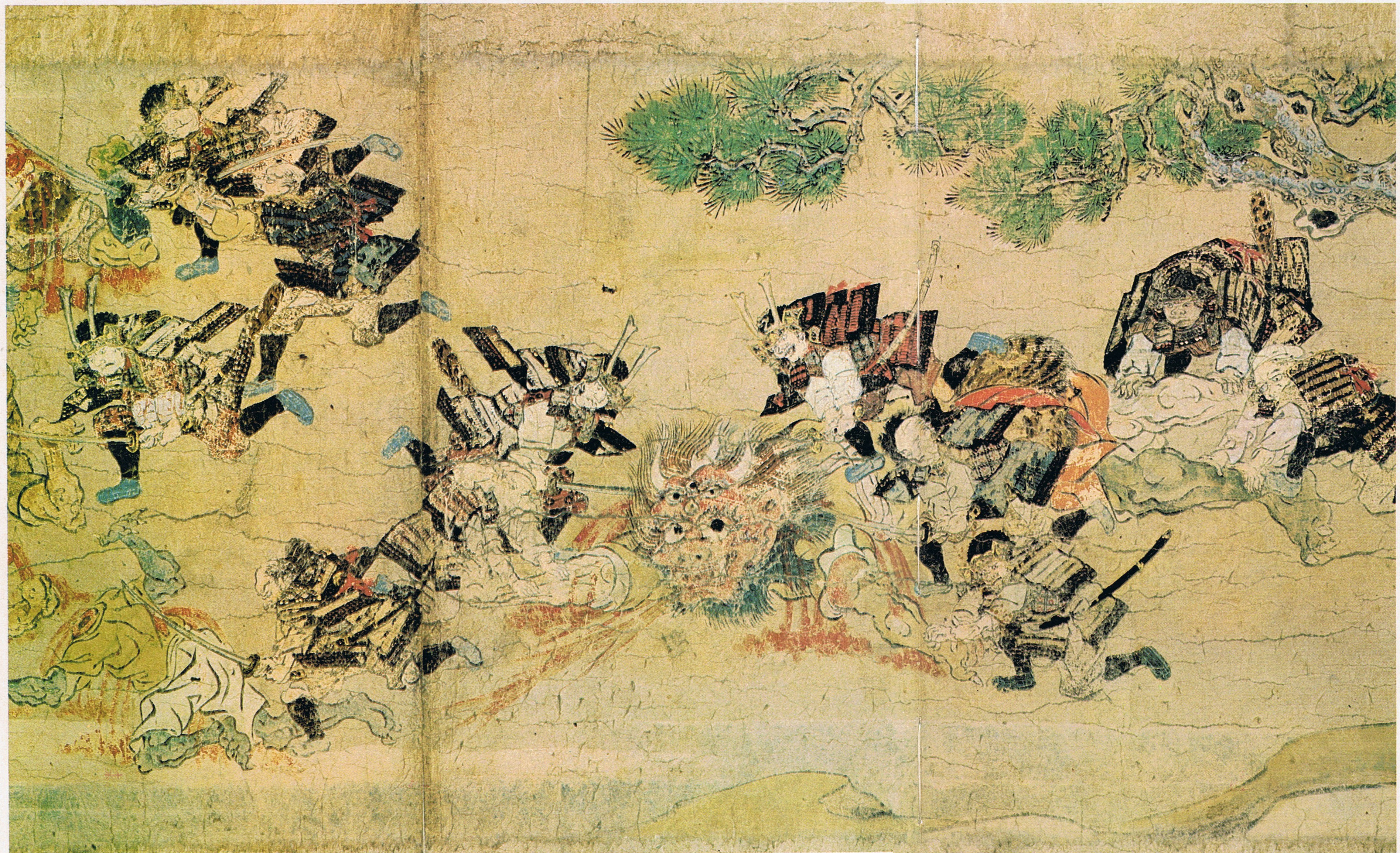
Escena de Ōeyama Emaki
- Museo de Arte Itsuō

Durante el reinado del Emperador Ichijo (r. 986–1011), un gran número de personas desaparecidas fueron denunciadas en la capital de la ciudad de Kyoto, la mayor parte de las víctimas eran mujeres jóvenes. Abe no Seimei, famoso adivinador onmyōdō de la corte imperial, determinó que el Rey oni ogro del Monte Ōe (más tarde identificado como Shuten- dōji) fue el responsable de las desapariciones. El Emperador ordenó a Minamoto no Raikō y a Fujiwara no Hōshō (Fujiwara no Yasumasa (ja)) exterminar al demonio. Raikō hizo que sus cuatro lugarternientes lo llamaran shintennō mientras que Hōshō tenía únicamente al secretario menor (shōgen) de Daizaifu para ayudarle. La expedición dejó Kyoto en el año 995.
En la expedición se encontraban un grupo de cuatro hombres que se transformaron en cuatro deidades. Por su recomendación, Raikō y su séquito se disfrazaron como sacerdotes yamabushi, en su travesía atravesaron el túnel de una cueva que les llevó a un río donde encontraron a una de las mujeres secuestradas lavando la ropa. La anciana explicó que aquellas mujeres que fueron secuestradas se veían obligadas a hacer de sirvientas, aunque los ogros que las secuestraban las mataban sin compasión, comiéndose su carne y bebiéndose su sangre.
Los guerreros pretendiendo ser sacerdotes convencieron al Rey ogro para que les diese alojamiento. El Rey ogro ofreció a sus invitados sake además de contarles un cuento acerca de él mismo, el cuento era sobre cómo recibió el nombre Shuten-dōji, bebedor de sake, que según el Rey ogro era debido a sus renuncias de amor por el sake y como los ogros habían sido desplazados de sus Ancestrales Montañas cuando el templo Enryaku-ji se construyó cerca de ellos. Y su estancia en el Monte Ōe desde el año 849.
Raikō, uno de los guerreros, ofreció a Shuten-dōji el sake que lo dejó incapacitado. Los guerreros se desvistieron de sus indumentarias eclesiásticas dejando ver sus armaduras y armas que ocultaban en unos cofres sacerdotales llamados oi (笈). Tras esto, asaltaron el dormitorio de Shuten-dōji mientras las cuatro divinidades sujetaban las extremidades del ogro incapacitado, Raikō, cortó la cabeza de Shuten-dōji. La cabeza cortada que aún se encontraba con vida movió su mandíbula en dirección a la cabeza del héroe, el cual consiguió esquivar usando como protección su casco y el de su séquito. El grupo regresó triunfante a la ciudad de Kyoto con la cabeza del ogro la cual depositaron en el Uji no hōzō (ja) (La casa del tesoro de Uji) en el templo Byodo-in.

##### Descripción física
Según la versión de Ōeyama Ekotoba, Shuten-dōji dormía en su verdadera forma, la cual era una gigantesca estatua de colores. Medía 15 metros de altura, tenía el cuerpo de color rojo y cinco cuernos en la cabeza, contaba con quince ojos, una de las piernas era de color blanco y la otra de color negro.

## Versión Otogi Bunko (Cuento de hadas)
La versión de la leyenda encontrada en Shibukawa (Otogi Bunko – cuento de hadas) fue impresa en traducción inglesa por Haruo Shirane y Noriko T.Reider. Algunas de las similitudes y diferencias se detallan a continuación.

##### Expedición y adivinación
Esta versión es imprecisa en el marco del tiempo. En la capital de Kyoto las personas están siendo secuestradas. Un consejero medio buscó el paradero de su hija secuestrada y convocó a un adivino llamado Muraoka no Masatoki (en lugar de Seimei, como en el antiguo texto) Masatoki nombró a los demonios del Monte Ōe de la provincia de Tanba como los culpables.
El Mikado ordenó la formación de un escuadrón muy severo, formado por seis guerreros estándar, Minamoto no Raikō y sus cuatro reyes guardianes (shitennō) en los que se encontraban incluidos Watanabe no Tsuna y Hōshō.

##### Tres dioses y el sake divino
Debido a que los demonios son enemigos formidables y pueden cambiar de aspecto, el grupo decidió rendir homenaje en tres santuarios, el santuario Yawata (Iwashimizu Hachiman-gū), El santuario Sumiyoshi y el santuario Kumano.
Más tarde, el grupo conoció a los dioses de los tres santuarios que se habían hecho pasar por ancianos. Los dioses dieron a Raikō el "sake venenoso para los demonios" (神便鬼毒酒, jinben kidoku shu). El cual robó a los ogros su capacidad para volar y los dejó estupefactos.
A pesar de que Raikō guardaba su propio casco de color bermellón en el baúl, recibió de los dioses otro casco (hoshi kabuto (ja) traducido como "casco con casco") el cual se le indica que use cuando decapite al ogro con la espada.

##### Infiltración
Justo antes de llegar a la guarida, el grupo de Raikō encontró un rehén trabajando junto con la lavandera que se convirtió en su fuente. En esta versión, no es una anciana sino la hija de un cortesano de 17-18 años. Reveló que la guarida llamada Palacio de Hierro (Kurogane no gosho, 鐵の御所) se encontraba dentro de la Caverna del Demonio (Oni no iwaya 鬼の岩屋), y además advirtió al grupo sobre los cuatro ogros que vigilaban el palacio, estos eran tenientes del demonio.
Como en el texto antiguo del que se hablaba arriba, el grupo de Raikō pretendía hacerse pasar por ascetas yamabushi para poder entrar en la residencia de Shuten-dōji. Raikō desarmó la sospecha del ogro explicándoles que ellos, como yamabushi, seguían los caminos de En no Gyōja que era compasivo y hospitalario con los demonios. Los guerreros decidieron beber la sangre humana y comer la carne fresca para ganar la confianza de los ogros. El momento más culminante fue cuando Raikō ofreció a Shuten-dōji el sake divino que le dieron anteriormente los Dioses. Shuten-dōji empezó a contar su historia (originario de la provincia de Echigo según este texto), y además contó como su hombre de confianza, Ibaraki-dōji perdió un brazo en el encuentro del mismo contra Tsuna, uno de los hombres de Raikō.
Como en el texto antiguo, los guerreros equiparon sus armaduras y armas a escondidas de Shuten-dōji y atacaron al demonio en su cámara, donde él dormía. Los tres dioses llegaron para ayudar y encadenar las extremidades del ogro mientras Raikō se posicionaba con su espada Chisui (o "Chupasangre") en la mano. Mientras tanto el ogro culpaba al héroe por sus estrategias exclamando: “¡Qué tristes ustedes sacerdotes! Dijeron que no mentían, nosotros los demonios no mentimos en nuestras palabras.”
Los guerreros atacaron con sus espadas y cortaron la cabeza de Shuten-dōji como en el texto antiguo, la cabeza recién seccionada intentó morder la cabeza de Raikō, pero se protegió gracias a los dos cascos que se encontraban en su cabeza: su casco “Rey León” en la parte superior del casco con casco (hoshi kabuto (ja)) que le dieron los dioses y abajo el casco bermellón que sacó del cofre. Posteriormente, Ibaraki--dōji y Watanabe no Tsuna participaron en una pelea que duró un tiempo prolongado y mientras forcejeaban, Raikō seccionó la cabeza de Ibaraki-dōji. Las mujeres prisioneras fueron liberadas y los guerreros regresaron triunfantes.

##### Subordinados
En esta versión, Ibaraki-dōji, famoso por propio derecho, jugó el papel de uno de los secuaces de Shuten-dōji. También existía un grupo de subordinados que se hacían llamar los “Cuatro Reyes Divinos” de Shuten-dōji: Hoshikuma-dōji, Kuma-dōji, Torakuma-dōji y Kane-dōji.
Shuten-dōji después de contar la historia de su vida, relató el episodio de Ibaraki-dōji y Watanabe no Tsuna (uno de los hombres de Raikō) donde el guerrero le secciona un brazo. Más tarde, Raikō decapitaría a Ibaraki-dōji mientras luchaba contra Tsuna.
"Los cuatro reyes divinos" (shitennō) fueron descritos por la lavandera, por lo que el grupo de Raikō, tomó ventaja de la situación por adelantado. Sus nombres junto con sus significados eran: Hoshikuma-dōji (Demonio oso de estrellas) Kuma-dōji (Demonio del oso) Torakuma-dōji (Demonio del oso tigre) y Kane-dōji (Demonio de hierro).

##### Nombre de las espadas y de las armas
Los guerreros en sus cofres oi ocultaron sus armaduras y espadas, muchas de las cuales tienen nombre propio.
El cofre de Raikō contenía la espada Chisui (ちすゐ, que también es "血吸", chupasangre), una armadura bermellón (hiodoshi) llamada randen gusari  (らんでん鎖, Cadena Randen) y un casco bermellón llamado Shishiō (Rey león). El cofre de Hōshō contenía una alabarda de dos pies (ko-naginata) llamada Iwakiri (Cortarocas). El cofre de Tsuna contenía una espada llamada Onikiri (ja) (Demonio cortante) y un set de armadura y casco de color verde amarillo.
La espada real Dojigiri (ja), que es una de las Cinco Mejores Espadas bajo el Cielo y tesoro nacional designado en Japón, se asocia con la tradición de ser la espada que mató a Shuten-dōji.
Sin embargo, en el texto de Otogi Bunko (Cuento de hadas) que se ha discutido aquí, con la aparición de tantas espadas no se sabe con certeza qué espada debe acreditarse con la decapitación del demonio.

## Análisis
Se ha dicho que Shuten-dōji era el oni más fuerte de Japón, El folclorista académico Kazuhiko Komatsu (ja) ha señalado a Shuten-dōji entre los tres yōkai más temidos de la Edad Media en la ciudad de Kyoto junto con la zorra Tamano-no-Mae y el demonio Ōtakemaru (ja).

## Folclore local
Shuten-dōji, según una leyenda, nació en Ganbara, Echigo. Sin embargo, existe la idea de que desde la base del Monte Ibuki, donde en literatura como Nihonshoki aparece la leyenda de la derrota de la serpiente gigante Yamata no Orochi contra Susanoo en una batalla, huyó de Izumo a Ōmi, donde tuvo un hijo con una persona adinerada, ese niño era Shuten-dōji. Ambos, padre e hijo tenían una sed inigualable por el sake, que a menudo se cita como apoyo.

##### Niigata
Según la versión Otogi Bunko como se describió anteriormente, Shuten-dōji originalmente provenía de la provincia de Echigo (ahora la prefectura de Niigata) y había vivido desde el periodo Heian (S. VIII) cuando Dengyō Daishi y Kōbō-Daishi estaban activos. Las leyendas locales elaboraron que él era un paje del Kokojou-ji (国上寺) (en Tsubame, Niigata) (En el Monte Kugami), existe un Chigo-dō donde explica que fue lo que paso).
Teniendo 12 años, fue un chico bastante guapo y rechazó a todas las mujeres que le amaban, las cuales murieron por amor. Cuando quemó todas las cartas que recibió de las chicas enamoradas salió un humo que lo envolvió convirtiéndolo en un Oni. Debido a esto, se dijo que se convirtió en oni y después de pasar de una montaña a otra centrada en Honshu finalmente se estableció en el Monte Ōe.
Una historia de las que se contaban fue que él era hijo de un herrero en Echigo, que estuvo en el vientre de su madre durante 16 meses y que portada dientes y cabello cuando nació, además de esto, pudo caminar inmediatamente y hablar al nivel de un niño de 5-6 años. Tenía la sabiduría y la fuerza física de un niño de 16 años y tenía un temperamento rudo y debido a este ingenio fue rechazado como un “niño oni”. Según Zentaiheiki, cuando tenía 6 años, fue abandonado por su madre, vagó de un lugar a otro y finalmente tomó el camino para convertirse en un oni. También existe otra leyenda que cuenta que desde que fue despreciado como niño oni fue custiodiado en un templo, el principal sacerdote de ese templo era un practicante de técnicas poco ortodoxas y el niño se convirtió en un oni tras aprender esas técnicas que agotaban los límites del mal.
En la ciudad de Wanou (actualmente Niigata) se dice que cuando una mujer embarazada se come un pez llamado “tochi”, ese niño se convertirá en un ladrón si es niño y en una prostituta si es niña. También se dice que si una mujer se come el mismo pescado y su hijo se mantiene por 16 meses en el vientre al dar a luz ese niño sería Shuten-dōji. En Wanou, existen lugares con nombres como la propiedad de Dōji o el campo Dōji.

##### Monte Ibuki, Shiga
Algunas versiones de la leyenda localizan el Monte Ibuki en la Provincia de Omi (ahora la prefectura de Shiga)
Él, que nació de la gran serpiente Yamata no Orochi (en su avatar como el myōjin del Monte Ibuki) y una niña, fue un paje en el Monte Hiei desde una temprana edad, se sometió a entrenamiento, pero comenzó a beber sake que estaba totalmente prohibido por el Budismo, en efecto era un gran bebedor y por ello fue odiado por todos. Un día, después de una fiesta religiosa donde se vistió con un traje de oni, al terminar la fiesta intento quitarse el disfraz pero se dio cuenta de que no podía hacerlo ya que estaba pegado a su rostro. De muy mala forma entró en lo más hondo de la montaña donde comenzó su vida como un oni. Luego conoció a Ibaraki-doji y juntos se dirigieron a la ciudad de Kyoto.

##### Prefectura Nara
Fue un paje para el Byakugō-ji en la provincia de Yamato (ahora la prefectura de Nara), pero encontró un cadáver en una montaña cercana de donde se hospedaba, y debido a su curiosidad, trajo ese cadáver al templo e hizo que su sacerdote se lo comiese sin decirle que se trataba de carne humana. Después de esto, el paje, frecuentemente traía de nuevo carne, pero no solo carne de cadáver sino también carne humana fresca de aquellos a los que asesinaba. El sacerdote, que empezó a sospechar le siguió y descubrió la verdad. El sacerdote tras esto, culpó a Shuten-dōji de lo que estaba haciendo y lo abandonó en una montaña. El paje más tarde se convertiría en Shuten-dōji. Se dice que el lugar donde fue abandonado se llamaba chigo-saka (la colina del paje).
Según otra teoría, él fue el hijo del primer sacerdote de Byakugō-ji, pero a medida que fue creciendo y madurando desarrolló unos grandes colmillos y un cuerno, más tarde, se convertiría en un niño tan peligroso como una bestia. El sacerdote, avergonzado por el niño, lo abandonó, pero el niño más tarde regresó al monte Ōe y se convirtió en Shuten-dōji.

### Prefectura de Kioto

##### Leyenda del Monte Ōe
Desde el periodo Heian hasta el periodo Kamakura, él fue un oni sin control que se estableció en el monte de la provincia de Tanba, aunque también se estableció en el monte Ōe en Nishikyō-ku situado en Kioto, también conocido como Oi no Saka (老ノ坂) (dentro del distrito Rakusai de Kyoto) así también como en su ciudad vecina Shinochōōji, Kameoka. En la leyenda del Monte Ōe en la provincia de Tanba, existe una teoría de que fue una tergiversación de los bandidos dentro del Monte Ōe que acosaban a los viajeros que pasaban.

##### Oi No Saka
Según la leyenda local, Yorimitsu y los demás regresaron con la cabeza a la capital, pero en Oi-no-Saka (老ノ坂,  Pendiente del envejecimiento) por el Monte Ōe en el extremo sur de la ciudad de Kyoto), fueron advertidos por una imagen de Jizō a la orilla del camino. “no traigan algo sucio a la capital”, y como la cabeza no podía moverse la enterraron ahí mismo. Otra teoría dice que cuando Dōji estaba muriendo, lamentando todos sus crímenes hasta entonces, deseó ayudar a personas que sufrían enfermedades mentales convirtiéndose en una deidad de la gran sabiduría (daimyōjin). Siendo el Kubitsuka Daimyōjin de la pendiente de Oi no Saka, según las leyendas, realizaría milagros para curar las enfermedades mentales de las personas.

##### Otros
También se ha dicho que Shuten-dōji fue enterrado en el Monte Ōe en Fukuchiyama, Kyoto, el cual es el origen de Onidake-inari-san jinja (鬼岳稲荷山神社).
El templo de Nariaiji en la prefectura de Kioto conserva la botella de sake y la copa de la que bebió el demonio donde se le ofreció el Shinbenkidokushu (el sake que envenenó a Shuten-dōji)

## Relación con Ibaraki-dōji
Shuten-dōji causó estragos en Kioto junto con Ibaraki-dōji, pero en realidad existen algunas teorías acerca de su relación. Una de esas teorías es que Ibaraki-dōji no era un oni de sexo masculino, sino femenino y era amante de Shuten-dōji. Por lo tanto, se ha dicho que tanto Shuten-dōji como Ibaraki-dōji sabían de la existencia del otro y se dirigían a la capital juntos. (Kyoto)